# Салво (Північна Кароліна)
Салво (англ. Salvo) — переписна місцевість (CDP) в США, в окрузі Дер штату Північна Кароліна. Населення — 303 особи (2020).

## Географія
Салво розташоване за координатами 35°32′55″ пн. ш. 75°28′5″ зх. д. / 35.54861° пн. ш. 75.46806° зх. д. (35.548536, -75.468168).  За даними Бюро перепису населення США в 2010 році переписна місцевість мала площу 2,53 км², з яких 2,51 км² — суходіл та 0,03 км² — водойми.

### Клімат
| Клімат : Салво          | Клімат : Салво | Клімат : Салво | Клімат : Салво | Клімат : Салво | Клімат : Салво | Клімат : Салво | Клімат : Салво | Клімат : Салво | Клімат : Салво | Клімат : Салво | Клімат : Салво | Клімат : Салво | Клімат : Салво |
| Показник                | Січ.           | Лют.           | Бер.           | Квіт.          | Трав.          | Черв.          | Лип.           | Серп.          | Вер.           | Жовт.          | Лист.          | Груд.          | Рік            |
| Середній максимум, °C   | 11,7           | 12,6           | 15,2           | 19,1           | 23,0           | 27,0           | 29,0           | 28,8           | 26,7           | 22,3           | 18,1           | 13,8           | 20,7           |
| Середня температура, °C | 7,9            | 8,7            | 11,3           | 15,4           | 19,6           | 24,1           | 26,3           | 26,0           | 23,9           | 19,2           | 14,7           | 10,2           | 17,3           |
| Середній мінімум, °C    | 4,1            | 4,8            | 7,4            | 11,8           | 16,3           | 21,2           | 23,5           | 23,2           | 21,1           | 16,1           | 11,3           | 6,4            | 14,0           |
| Норма опадів, мм        | 117            | 97             | 106            | 89             | 94             | 106            | 131            | 163            | 152            | 113            | 106            | 100            | 1373           |
| Вологість повітря, %    | 70.1           | 69.7           | 68.4           | 70.0           | 73.1           | 76.5           | 78.4           | 77.3           | 74.4           | 71.0           | 72.0           | 70.3           | 72.6           |
| ----------------------- | -------------- | -------------- | -------------- | -------------- | -------------- | -------------- | -------------- | -------------- | -------------- | -------------- | -------------- | -------------- | -------------- |
| Джерело: PRISM          |                |                |                |                |                |                |                |                |                |                |                |                |                |

## Демографія
Згідно з переписом 2010 року, у переписній місцевості мешкало 229 осіб у 106 домогосподарствах у складі 63 родин. Густота населення становила 90 осіб/км².  Було 606 помешкань (239/км²).
Расовий склад населення:
| - 96,9 % — білих - 1,3 % — чорних або афроамериканців - 0,4 % — азіатів |

До двох чи більше рас належало 1,3 %. Частка іспаномовних становила 3,1 % від усіх жителів.
За віковим діапазоном населення розподілялося таким чином: 14,8 % — особи молодші 18 років, 65,5 % — особи у віці 18—64 років, 19,7 % — особи у віці 65 років та старші. Медіана віку мешканця становила 48,2 року. На 100 осіб жіночої статі у переписній місцевості припадало 108,2 чоловіків;  на 100 жінок у віці від 18 років та старших — 107,4 чоловіків також старших 18 років.
За межею бідності перебувало 3,8 % осіб, у тому числі 0,0 % дітей у віці до 18 років та 0,0 % осіб у віці 65 років та старших.
Цивільне працевлаштоване населення становило 53 особи. Основні галузі зайнятості: транспорт — 26,4 %, фінанси, страхування та нерухомість — 22,6 %, будівництво — 18,9 %.